# Raw Air 2021
Die Raw Air 2021 sollte die fünfte Austragung der Reihe von Skisprungwettkämpfen sein, die als Teil des Skisprung-Weltcups 2020/2021 zwischen dem 12. und 21. März 2021 geplant war. Die Wettkämpfe sollten alle in Norwegen auf vier verschiedenen Schanzen ausgetragen werden, nämlich (in chronologischer Reihenfolge) auf den Großschanzen von Oslo, Lillehammer und Trondheim sowie auf der Skiflugschanze von Vikersund.
Bereits die Raw Air 2020 wurde aufgrund der COVID-19-Pandemie abgebrochen. Als Gesamtsieger wurde bei den Männern der Pole Kamil Stoch und bei den Damen die Norwegerin Maren Lundby gewertet. Aufgrund der COVID-19-Pandemie wurde schließlich auch die Raw Air 2021 am 11. Februar 2021 abgesagt.

## Herren

### Übersicht
| Datum         | Ort         | Schanze                | Anmerkung         | Sieger   | Zweiter  | Dritter  | Führender |
| ------------- | ----------- | ---------------------- | ----------------- | -------- | -------- | -------- | --------- |
| 12. März 2021 | Oslo        | Holmenkollbakken HS134 | Prolog            | abgesagt | abgesagt | abgesagt | abgesagt  |
| 13. März 2021 | Oslo        | Holmenkollbakken HS134 | Team              | abgesagt | abgesagt | abgesagt | abgesagt  |
| 14. März 2021 | Oslo        | Holmenkollbakken HS134 | Einzel            | abgesagt | abgesagt | abgesagt | abgesagt  |
| 15. März 2021 | Lillehammer | Lysgårdsbakken HS140   | Prolog            | abgesagt | abgesagt | abgesagt | abgesagt  |
| 16. März 2021 | Lillehammer | Lysgårdsbakken HS140   | Einzel            | abgesagt | abgesagt | abgesagt | abgesagt  |
| 17. März 2021 | Trondheim   | Granåsen HS138         | Prolog            | abgesagt | abgesagt | abgesagt | abgesagt  |
| 18. März 2021 | Trondheim   | Granåsen HS138         | Einzel            | abgesagt | abgesagt | abgesagt | abgesagt  |
| 19. März 2021 | Vikersund   | Vikersundbakken HS225  | Skifliegen Prolog | abgesagt | abgesagt | abgesagt | abgesagt  |
| 20. März 2021 | Vikersund   | Vikersundbakken HS225  | Skifliegen Team   | abgesagt | abgesagt | abgesagt | abgesagt  |
| 21. März 2021 | Vikersund   | Vikersundbakken HS225  | Skifliegen Einzel | abgesagt | abgesagt | abgesagt | abgesagt  |
| Gesamtwertung |             |                        |                   | abgesagt | abgesagt | abgesagt | abgesagt  |

### Wettkämpfe

#### Oslo
Der Prolog, d. h. die Qualifikation, zum Einzelwettbewerb in Oslo sollte am 12. März 2021 auf dem Holmenkollbakken (HS134) stattfinden. Einen Tag später hätte der Teamwettbewerb stattfinden sollen. Der Einzelwettbewerb war dann für den 14. März geplant.

#### Lillehammer
Der Prolog zum Einzelwettbewerb in Lillehammer sollte am 15. März 2021 auf dem Lysgårdsbakken (HS140) stattfinden und der Einzelwettbewerb selber einen Tag später am 16. März.

#### Trondheim
Der Prolog zum Einzelwettbewerb in Trondheim sollte am 17. März 2021 auf dem Granåsen (HS138) stattfinden. Der darauffolgende Einzelwettbewerb war dann für den 18. März geplant.

#### Vikersund
Der Prolog zum Einzelwettbewerb auf dem Vikersundbakken (HS225) in Vikersund hätte am 19. März 2021 stattfinden sollen. Ein zweiter Teamwettbewerb der Raw Air sollte dann am 20. März ausgetragen werden, woraufhin einen Tag später der Einzelwettbewerb geplant war.

## Damen

### Übersicht
| Datum         | Ort         | Schanze                | Anmerkung | Sieger   | Zweiter  | Dritter  | Führender |
| ------------- | ----------- | ---------------------- | --------- | -------- | -------- | -------- | --------- |
| 13. März 2020 | Oslo        | Holmenkollbakken HS134 | Prolog    | abgesagt | abgesagt | abgesagt | abgesagt  |
| 14. März 2020 | Oslo        | Holmenkollbakken HS134 | Einzel    | abgesagt | abgesagt | abgesagt | abgesagt  |
| 15. März 2020 | Lillehammer | Lysgårdsbakken HS140   | Prolog    | abgesagt | abgesagt | abgesagt | abgesagt  |
| 16. März 2020 | Lillehammer | Lysgårdsbakken HS140   | Einzel    | abgesagt | abgesagt | abgesagt | abgesagt  |
| 17. März 2020 | Trondheim   | Granåsen HS138         | Prolog    | abgesagt | abgesagt | abgesagt | abgesagt  |
| 18. März 2020 | Trondheim   | Granåsen HS138         | Einzel    | abgesagt | abgesagt | abgesagt | abgesagt  |
| Gesamtwertung |             |                        |           | abgesagt | abgesagt | abgesagt | abgesagt  |

### Wettkämpfe

#### Oslo
Der Prolog, d. h. die Qualifikation, zum Einzelwettbewerb in Oslo sollte am 13. März 2021 auf dem Holmenkollbakken (HS134) stattfinden. Der Einzelwettbewerb sollte dann am 14. März stattfinden.

#### Lillehammer
Der Prolog zum Einzelwettbewerb in Lillehammer war für den 15. März 2021 auf dem Lysgårdsbakken (HS140) geplant. Einen Tag später sollte der Einzelwettbewerb stattfinden.

#### Trondheim
Der Prolog zum letzten Einzelwettbewerb in Trondheim hätte am 17. März 2021 auf dem Granåsen (HS138) stattfinden sollen und der darauffolgende Einzelwettbewerb am 18. März.